# Gelelemend
Gelelemend (* 1737; † 1811), auch John Kilbuck jr., William Henry oder einfach Killbuck genannt, war ein Häuptling der Munsee, einem Stamm der Lenni Lenape, und Angehöriger des Turtle- (Schildkröten-) oder Turkey-Klans (Truthahn-Klan). Hier sind sich die Historiker nicht einig. Sein indianischer Name war Gelelemend, der Führer bedeutet, während Killbuck offenbar der Spitzname war. Die Lenape nannten nur ungern ihren richtigen Namen und der Gebrauch von Spitznamen war sehr verbreitet. William Henry war sein christlicher Name, den er nach seiner Taufe vom Herrnhuter Missionar David Zeisberger erhielt.

## Geschichtlicher Hintergrund

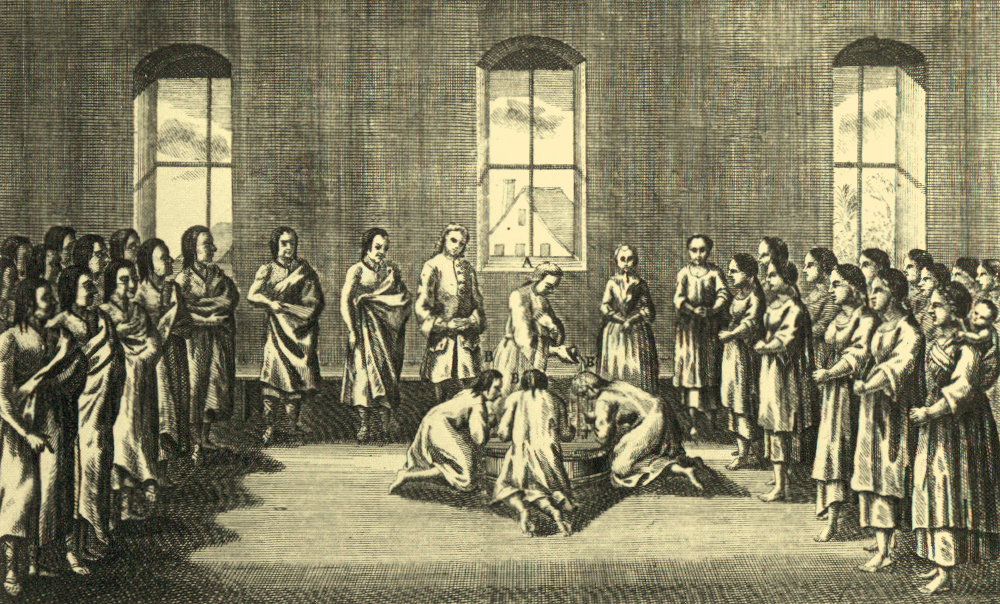
Ein Mährischer Bruder tauft drei Munsee-Lenape

Die Munsee-Lenape lebten im 17. Jahrhundert etwa in dem Gebiet, in der die heutigen Bundesstaaten New York, Pennsylvania und New Jersey zusammentreffen. Zu ihnen gehörten zum Beispiel die Esopus, Minisink, Canarsee und Wappinger. Unter dem Druck der weißen Besiedlung wurden sie ab 1650 nach Westen gedrängt und schlossen sich zusammen. Die Gruppen aus dem Land östlich des Hudson Rivers zogen sich ins Inland zurück und versammelten sich nach und nach an abgelegenen Treffpunkten. Auch zu Beginn des 18. Jahrhunderts setzte sich dieser Trend fort, die Minisink zogen nordwestlich zum nördlichen Arm des Susquehanna Rivers und viele Munsee sprechende Lenape aus dem Hudsontal vereinigten sich mit ihnen. Im Laufe der Zeit änderte sich der Name für diese neue Gruppe von Minisink in Munsee.
Nachdem die Lenape um 1740 in das Ohiogebiet gezogen waren, organisierten sie sich nach dem Muster ihrer traditionellen Klans, nämlich dem Schildkröten-, Wolfs- und Truthahn-Klan. Jeder Klan hatte seinen eigenen Friedens-, Rats- und Kriegshäuptling, wobei der Schildkröten-Klan immer den Oberhäuptling des gesamten Stammes stellte. Im Jahr 1774 war White Eyes vom Schildkröten-Klan der Oberhäuptling, während Gelelemend den Rats- und Captain Pipe vom Wolf-Klan den Kriegshäuptling der Munsee-Lenape verkörperte. Im Franzosen- und Indianerkrieg (1754–1763) unterstützte Gelelemend die Briten aktiv in ihrem Kampf gegen die Franzosen. Im Jahr 1761 führte er eine britische Nachschubkolonne von Fort Pitt nach Fort Sandusky.
Zu Beginn der 1770er Jahre kamen die Herrnhuter Missionare in das Ohiogebiet, unter ihnen David Zeisberger und Johann Heckewelder, um die Lenni Lenape zum Christentum zu bekehren. Die Missionare errichteten eine Reihe von Missionen in der Nähe der Lenape-Dörfer, predigten Widerstand- und Gewaltlosigkeit und bewirkten bei vielen konvertierten Indianern eine bemerkenswerte Veränderung. Man nannte sie Mährische Indianer (engl.: Moravian Indians) und sie wohnten in sauberen Dörfern mit Namen wie Salem, Bethlehem oder Gnadenhütten. Dort züchteten sie Pferde und Rinder, kultivierten Obstgärten, bestellten ihre Felder und versammelten sich täglich zum Gottesdienst. Die Missionare verlangten, dass die Indianer ihre traditionelle Lebensart völlig aufgaben. Das hatte zur Folge, dass ein Teil der Lenape zum Christentum konvertierte und wie die Weißen lebte, während andere weiterhin ihren traditionellen Bräuchen treu blieben. Gelelemend verübelte seinem Großvater, dass er den Missionaren erlaubt hatte, im Ohiogebiet zu bleiben. Weil die Missionare ihre konvertierten Lenape zum Pazifismus aufforderten, so war Gelelemend überzeugt, gingen ihm viele Krieger im Kampf gegen die weißen Siedler verloren.

## Zwischen den Fronten
Im Amerikanischen Unabhängigkeitskrieg (1775–1783) waren die Lenape zunächst neutral und White Eyes hielt 1776 sogar eine Rede vor dem Kontinentalkongress der Vereinigten Staaten in Philadelphia. Die Lage der Lenape war jedoch kritisch, weil sich ihr Wohngebiet genau zwischen den Briten im Westen und den Amerikanern im Osten befand. Gelelemend schloss im September 1778 in Fort Pitt den ersten Vertrag zwischen den Vereinigten Staaten und den Indianern. In diesem Vertrag sicherten die USA den Lenape zu, kein Indianerland mehr zu besiedeln, sie vor den Engländern zu beschützen und auf Wunsch einen Repräsentanten in den Kongress zu schicken. Als Gegenleistung wurden die Lenape amerikanische Verbündete und erlaubten den Bau eines Forts auf ihrem Gebiet. Im gleichen Jahr starb White Eyes und Gelelemend folgte ihm als Oberhäuptling des Stammes.
Die Lenni Lenape insgesamt jedoch waren in der Frage tief gespalten, welche Kriegspartei sie unterstützen sollten. Captain Pipe und Häuptling Buckongahelas folgten Gelelemend nicht und schlossen sich den Briten an. Nur Gelelemend blieb den Amerikanern gegenüber loyal, die jedoch seine Anfrage nach dem Bau eines Forts zum Schutz des Dorfes Coshocton am Zusammenfluss von Tuscarawas und Walhonding River in Ohio ignorierten. Die Bewohner Coshoctons zogen nach Fort Pitt und überließen das Hauptdorf der Lenape den feindlichen Wyandot- und Mingo-Kriegern.

## Häuptling ohne Volk

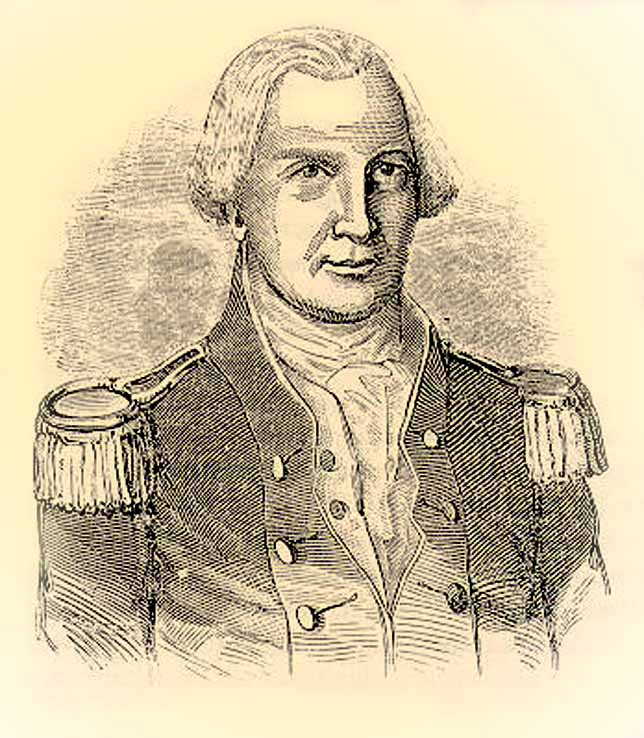
Colonel Daniel Brodhead

Im Frühling 1781 führte Gelelemend Colonel Daniel Brodheads Strafexpedition von Fort Pitt nach Coshocton, das jetzt wieder von Lenape bewohnt war. Vor dem Angriff wollte ein Häuptling mit Brodhead über die kampflose Übergabe des Dorfes verhandeln, wurde aber von einem Soldaten mit dem Tomahawk erschlagen. Coshocton wurde niedergebrannt, Frauen und Kinder verschonte man, aber 15 männliche Gefangene wurden hingerichtet. Mit nur wenigen Anhängern folgte Gelelemend den Amerikanern nach Fort Pitt, ein Häuptling ohne Volk und Landbesitz, der ständig um sein Leben fürchten musste.
Gelelemend war schon seit längerer Zeit am Christentum interessiert und ging 1788 in die Mission nach Salem in Ohio. Dort ließ er sich auf den Namen William Henry taufen, einem Mann zu Ehren, der ihm im Franzosen- und Indianerkrieg das Leben gerettet hatte. Er war der prominenteste Konvertierte in der christlichen Munsee-Gemeinde und starb im Jahr 1811 in Goshen (Ohio). Er hinterließ einige Nachkommen, deren mittlerer Name stets Henry lautete, wie zum Beispiel John Henry Kilbuck, ein bekannter Missionar, der um 1900 in Alaska tätig war.